# Discographie de Tupac Shakur
Cet article présente la discographie du rappeur américain Tupac Shakur. Elle se résume à cinq albums studio, cinq albums posthumes, deux albums en collaboration, deux albums live, dix compilations, deux albums de remixes, une bande originale, un album vidéo et un EP, pour un total de plus de 75 millions de disques vendus à travers le monde, dont plus de 38 millions aux États-Unis. Elle se compose également de trente-six singles ainsi que de quarante clips vidéo.
Durant sa carrière, Tupac Shakur a obtenu treize disques d'argent, trente-six disques d'or, dix-neuf disques de platine, onze double disques de platine, sept triple disques de platine, cinq quadruple disques de platine et deux disques de diamant. Il a également obtenu trois singles d'argent, vingt-deux singles d'or, cinq singles de platine et deux double singles de platine.

## Albums

### Albums studio
| Titre                                                             | Détails de l'album | Meilleure position | Meilleure position | Meilleure position | Meilleure position | Meilleure position | Meilleure position | Meilleure position | Meilleure position | Meilleure position | Meilleure position | Certifications                                           |
| Titre                                                             | Détails de l'album | U.S.               | U.S. R&B           | ALL                | AUS                | CAN                | FRA                | NZ                 | PB                 | SUI                | UK                 | Certifications                                           |
| ----------------------------------------------------------------- | --- | ------------------ | ------------------ | ------------------ | ------------------ | ------------------ | ------------------ | ------------------ | ------------------ | ------------------ | ------------------ | -------------------------------------------------------- |
| 2Pacalypse Now                                                    | - Sortie : 12 novembre 1991 - Label : Jive, TNT, Interscope - Formats : CD, LP, cassette, téléchargement digital          | 64                 | 13                 | —                  | —                  | —                  | —                  | —                  | —                  | —                  | —                  | - RIAA : Or                                              |
| Strictly 4 My N.I.G.G.A.Z.                                        | - Sortie : 16 février 1993 - Label : Jive, TNT, Interscope - Formats : CD, LP, cassette, téléchargement digital           | 24                 | 4                  | —                  | —                  | —                  | —                  | —                  | —                  | —                  | —                  | - RIAA : Platine - BPI : Argent                          |
| Me Against the World                                              | - Sortie : 14 mars 1995 - Label : Jive, Interscope - Formats : CD, LP, cassette, téléchargement digital                   | 1                  | 1                  | 23                 | —                  | 20                 | —                  | —                  | —                  | —                  | 90                 | - RIAA : 2 × Platine - BPI : Or                          |
| All Eyez on Me                                                    | - Sortie : 13 février 1996 - Label : Death Row, Interscope - Formats : CD, LP, cassette, téléchargement digital           | 1                  | 1                  | 16                 | 19                 | 11                 | 99                 | 15                 | 11                 | 15                 | 32                 | - RIAA : Diamant - ARIA : Or - BPI : Platine - RMNZ : Or |
| The Don Killuminati: The 7 Day Theory                             | - Sortie : 5 novembre 1996 - Label : Death Row, Makaveli, Interscope - Formats : CD, LP, cassette, téléchargement digital | 1                  | 1                  | 76                 | 37                 | 25                 | —                  | 17                 | 61                 | —                  | 53                 | - RIAA : 4 × Platine - BPI : Argent - MC : Or            |
| « — » indique que l'album n'est pas sorti ou classé dans le pays. | |                    |                    |                    |                    |                    |                    |                    |                    |                    |                    |                                                          |

### Albums posthumes
| Titre                                                             | Détails de l'album | Meilleure position | Meilleure position | Meilleure position | Meilleure position | Meilleure position | Meilleure position | Meilleure position | Meilleure position | Meilleure position | Meilleure position | Certifications                                     |
| Titre                                                             | Détails de l'album | U.S.               | U.S. R&B           | ALL                | AUS                | CAN                | FRA                | NZ                 | PB                 | SUI                | UK                 | Certifications                                     |
| ----------------------------------------------------------------- | --- | ------------------ | ------------------ | ------------------ | ------------------ | ------------------ | ------------------ | ------------------ | ------------------ | ------------------ | ------------------ | -------------------------------------------------- |
| R U Still Down? (Remember Me)                                     | - Sortie : 25 novembre 1997 - Label : Amaru, Jive, Interscope - Formats : CD, LP, cassette, téléchargement digital      | 2                  | 1                  | 25                 | 50                 | 12                 | 52                 | 20                 | 29                 | —                  | 44                 | - RIAA : 4 × Platine - BPI : Or                    |
| Until the End of Time                                             | - Sortie : 27 mars 2001 - Label : Amaru, Death Row, Interscope - Formats : CD, LP, cassette, téléchargement digital     | 1                  | 1                  | 25                 | 37                 | 2                  | 23                 | 24                 | 10                 | 34                 | 33                 | - RIAA : 4 × Platine - BPI : Or - MC : 2 × Platine |
| Better Dayz                                                       | - Sortie : 26 novembre 2002 - Label : Amaru, Death Row, Interscope - Formats : CD, LP, cassette, téléchargement digital | 5                  | 1                  | 45                 | 51                 | 7                  | 52                 | 20                 | 36                 | 60                 | 68                 | - RIAA : 3 × Platine - BPI : Or - MC : 3 × Platine |
| Loyal to the Game                                                 | - Sortie : 14 décembre 2004 - Label : Amaru, Interscope - Formats : CD, LP, téléchargement digital                      | 1                  | 1                  | 50                 | 21                 | 7                  | 55                 | 31                 | 44                 | 21                 | 20                 | - RIAA : Platine - BPI : Argent                    |
| Pac's Life                                                        | - Sortie : 21 novembre 2006 - Label : Amaru, Interscope - Formats : CD, téléchargement digital                          | 9                  | 3                  | 71                 | 76                 | 19                 | 83                 | —                  | —                  | 62                 | 90                 | —                                                  |
| « — » indique que l'album n'est pas sorti ou classé dans le pays. | |                    |                    |                    |                    |                    |                    |                    |                    |                    |                    |                                                    |

### Albums en collaboration
| Titre                                                             | Détails de l'album | Meilleure position | Meilleure position | Meilleure position | Meilleure position | Meilleure position | Meilleure position | Meilleure position | Meilleure position | Meilleure position | Certifications                       |
| Titre                                                             | Détails de l'album | U.S.               | U.S. R&B           | ALL                | AUS                | CAN                | NZ                 | PB                 | SUI                | UK                 | Certifications                       |
| ----------------------------------------------------------------- | --- | ------------------ | ------------------ | ------------------ | ------------------ | ------------------ | ------------------ | ------------------ | ------------------ | ------------------ | ------------------------------------ |
| This Is an E.P. Release(avec Digital Underground)                 | • Sortie : 1 juillet 1991 • Label : Tommy Boy Music                                                                             |                    |                    |                    |                    |                    |                    |                    |                    |                    |                                      |
| Thug Life: Volume 1 (avec Thug Life)                              | - Sortie : 11 octobre 1994 - Label : Amaru, Out Da Gutta, Interscope, Jive - Formats : CD, LP, cassette, téléchargement digital | 42                 | 6                  | —                  | —                  | —                  | —                  | —                  | —                  | —                  | - RIAA : Or                          |
| Still I Rise (avec les Outlawz)                                   | - Sortie : 14 décembre 1999 - Label : Interscope - Formats : CD, LP, cassette, téléchargement digital                           | 6                  | 2                  | 24                 | 48                 | 9                  | 49                 | 24                 | 86                 | 75                 | - RIAA : Platine - BPI : Or - MC: Or |
| « — » indique que l'album n'est pas sorti ou classé dans le pays. | |                    |                    |                    |                    |                    |                    |                    |                    |                    |                                      |

### Albums live
| Titre                                                             | Détails de l'album                                                                            | Meilleure position | Meilleure position | Meilleure position | Meilleure position | Meilleure position | Meilleure position | Certifications |
| Titre                                                             | Détails de l'album                                                                            | U.S.               | U.S. R&B           | ALL                | FRA                | IRL                | UK                 | Certifications |
| ----------------------------------------------------------------- | --------------------------------------------------------------------------------------------- | ------------------ | ------------------ | ------------------ | ------------------ | ------------------ | ------------------ | -------------- |
| 2Pac Live                                                         | - Sortie : 10 août 2004 - Label : Death Row, Koch - Formats : CD, LP, téléchargement digital  | 54                 | 16                 | 86                 | 84                 | 52                 | 67                 | —              |
| Live at the House of Blues                                        | - Sortie : 20 septembre 2005 - Label : Death Row, Koch - Formats : CD, téléchargement digital | 159                | 48                 | —                  | 179                | —                  | —                  | - BPI : Or     |
| « — » indique que l'album n'est pas sorti ou classé dans le pays. |                                                                                               |                    |                    |                    |                    |                    |                    |                |

### Compilations
| Titre                                                             | Détails de l'album | Meilleure position | Meilleure position | Meilleure position | Meilleure position | Meilleure position | Meilleure position | Meilleure position | Meilleure position | Meilleure position | Meilleure position | Certifications |
| Titre                                                             | Détails de l'album | U.S.               | U.S. R&B           | ALL                | AUS                | BEL (NL)           | CAN                | NZ                 | PB                 | SUI                | UK                 | Certifications |
| ----------------------------------------------------------------- | --- | ------------------ | ------------------ | ------------------ | ------------------ | ------------------ | ------------------ | ------------------ | ------------------ | ------------------ | ------------------ | --- |
| In His Own Words                                                  | - Sortie : 21 juillet 1998 - Label : Mecca - Formats : CD, LP, cassette                                                       | 112                | 43                 | —                  | —                  | —                  | —                  | —                  | 52                 | —                  | 65                 | — |
| Greatest Hits                                                     | - Sortie : 24 novembre 1998 - Label : Amaru, Death Row, Interscope, Jive - Formats : CD, LP, cassette, téléchargement digital | 3                  | 1                  | 9                  | 11                 | 3                  | 18                 | 19                 | 1                  | 13                 | 17                 | - RIAA : Diamant - ARIA : 2 × Platine - BEA : Or - BPI : 2 × Platine - BVMI : Or - IFPI SUI : Or - MC : Platine - RMNZ : Platine |
| The Lost Tapes                                                    | - Sortie : 18 avril 2000 - Label : Herb 'n Soul - Formats : CD, LP, cassette                                                  | 178                | 49                 | —                  | —                  | —                  | —                  | —                  | —                  | —                  | —                  | — |
| The Rose That Grew from Concrete                                  | - Sortie : 17 octobre 2000 - Label : Amaru, Interscope - Formats : CD, LP, cassette, téléchargement digital                   | 89                 | 28                 | —                  | —                  | —                  | —                  | —                  | —                  | —                  | —                  | — |
| The Prophet: The Best of the Works                                | - Sortie : 7 juillet 2003 - Label : Death Row - Formats : CD, LP, cassette, téléchargement digital                            | —                  | —                  | —                  | —                  | —                  | —                  | 40                 | —                  | —                  | 146                | — |
| The Rose, Vol. 2                                                  | - Sortie : 20 septembre 2005 - Label : Amaru, Interscope - Formats : CD, LP, cassette                                         | —                  | —                  | —                  | —                  | —                  | —                  | —                  | —                  | —                  | —                  | — |
| The Prophet Returns                                               | - Sortie : 3 octobre 2005 - Label : Death Row, Unviersal - Formats : CD, LP, cassette                                         | —                  | —                  | —                  | —                  | —                  | —                  | —                  | —                  | —                  | 163                | — |
| Beginnings: The Lost Tapes 1988–1991                              | - Sortie : 12 juin 2007 - Label : Koch - Formats : CD, téléchargement digital                                                 | —                  | —                  | —                  | —                  | —                  | —                  | —                  | —                  | —                  | —                  | — |
| Best of 2Pac Part 1: Thug                                         | - Sortie : 4 décembre 2007 - Label : Amaru, Death Row, Interscope, Universal - Formats : CD, téléchargement digital           | 65                 | 13                 | —                  | —                  | —                  | —                  | —                  | —                  | —                  | 76                 | — |
| Best of 2Pac Part 2: Life                                         | - Sortie : 4 décembre 2007 - Label : Amaru, Death Row, Interscope, Universal - Formats : CD, téléchargement digital           | 77                 | 15                 | —                  | —                  | —                  | —                  | —                  | —                  | —                  | 105                | — |
| « — » indique que l'album n'est pas sorti ou classé dans le pays. | |                    |                    |                    |                    |                    |                    |                    |                    |                    |                    | |

### Albums de remixes
| Titre                                                             | Détails de l'album                                                                         | Meilleure position | Meilleure position | Meilleure position | Meilleure position | Certifications |
| Titre                                                             | Détails de l'album                                                                         | U.S.               | U.S. R&B           | AUS                | UK                 | Certifications |
| ----------------------------------------------------------------- | ------------------------------------------------------------------------------------------ | ------------------ | ------------------ | ------------------ | ------------------ | -------------- |
| Nu-Mixx Klazzics                                                  | - Sortie : 7 octobre 2003 - Label : Death Row, Koch - Formats : CD, cassette               | 15                 | 5                  | 85                 | 114                | —              |
| Nu-Mixx Klazzics Vol. 2                                           | - Sortie : 3 juillet 2007 - Label : Death Row, Koch - Formats : CD, téléchargement digital | 45                 | 8                  | —                  | —                  | —              |
| « — » indique que l'album n'est pas sorti ou classé dans le pays. |                                                                                            |                    |                    |                    |                    |                |

### Bandes originales
| Titre                                                             | Détails de l'album                                                                               | Meilleure position | Meilleure position | Meilleure position | Meilleure position | Meilleure position | Meilleure position | Meilleure position | Meilleure position | Meilleure position | Meilleure position | Certifications             |
| Titre                                                             | Détails de l'album                                                                               | U.S.               | U.S. R&B           | ALL                | BEL (NL)           | CAN                | FRA                | IRL                | PB                 | SUI                | UK                 | Certifications             |
| ----------------------------------------------------------------- | ------------------------------------------------------------------------------------------------ | ------------------ | ------------------ | ------------------ | ------------------ | ------------------ | ------------------ | ------------------ | ------------------ | ------------------ | ------------------ | -------------------------- |
| Resurrection                                                      | - Sortie : 11 novembre 2003 - Label : Amaru - Formats : CD, LP, cassette; téléchargement digital | 2                  | 3                  | 76                 | 41                 | 3                  | 57                 | 25                 | 36                 | 68                 | 62                 | - RIAA: Platine - BPI : Or |
| « — » indique que l'album n'est pas sorti ou classé dans le pays. |                                                                                                  |                    |                    |                    |                    |                    |                    |                    |                    |                    |                    |                            |

### Albums vidéo
| Titre                                                             | Détails de l'album                                               | Meilleure position | Certifications             |
| Titre                                                             | Détails de l'album                                               | U.S.               | Certifications             |
| ----------------------------------------------------------------- | ---------------------------------------------------------------- | ------------------ | -------------------------- |
| Live at the House of Blues                                        | - Sortie : 4 octobre 2005 - Label : Eagle Vision - Formats : DVD | 3                  | - RIAA: Platine - BPI : Or |
| « — » indique que l'album n'est pas sorti ou classé dans le pays. |                                                                  |                    |                            |

## Singles
| Année                                                               | Single                                                                      | Meilleure position | Meilleure position | Meilleure position | Meilleure position | Meilleure position | Meilleure position | Meilleure position | Meilleure position | Meilleure position | Meilleure position | Certifications                                                     | Album                                 |
| Année                                                               | Single                                                                      | U.S.               | U.S. R&B           | U.S. Rap           | ALL                | AUS                | NZ                 | PB                 | SUE                | SUI                | UK                 | Certifications                                                     | Album                                 |
| ------------------------------------------------------------------- | --------------------------------------------------------------------------- | ------------------ | ------------------ | ------------------ | ------------------ | ------------------ | ------------------ | ------------------ | ------------------ | ------------------ | ------------------ | ------------------------------------------------------------------ | ------------------------------------- |
| 1991                                                                | Brenda's Got a Baby                                                         | 11                 | 10                 | 3                  | —                  | —                  | —                  | —                  | —                  | —                  | —                  | —                                                                  | 2Pacalypse Now                        |
| 1991                                                                | If My Homie Calls                                                           | —                  | —                  | 3                  | —                  | —                  | —                  | —                  | —                  | —                  | —                  | —                                                                  | 2Pacalypse Now                        |
| 1992                                                                | Trapped                                                                     | —                  | —                  | —                  | —                  | —                  | —                  | —                  | —                  | —                  | —                  | —                                                                  | 2Pacalypse Now                        |
| 1993                                                                | Holla If Ya Hear Me                                                         | —                  | —                  | —                  | —                  | —                  | —                  | —                  | —                  | —                  | —                  | —                                                                  | Strictly 4 My N.I.G.G.A.Z.            |
| 1993                                                                | I Get Around (featuring Digital Underground)                                | 11                 | 5                  | 8                  | —                  | —                  | —                  | —                  | —                  | —                  | —                  | - RIAA : Or                                                        | Strictly 4 My N.I.G.G.A.Z.            |
| 1993                                                                | Keep Ya Head Up                                                             | 12                 | 7                  | 2                  | —                  | —                  | —                  | —                  | —                  | —                  | —                  | - RIAA : Or                                                        | Strictly 4 My N.I.G.G.A.Z.            |
| 1994                                                                | Papa'z Song (featuring Wycked)                                              | 87                 | 82                 | 24                 | —                  | —                  | —                  | —                  | —                  | —                  | —                  |                                                                    | Strictly 4 My N.I.G.G.A.Z.            |
| 1995                                                                | Dear Mama                                                                   | 9                  | 3                  | 1                  | 81                 | 37                 | 4                  | 31                 | 43                 | 43                 | 27                 | - RIAA : Platine                                                   | Me Against the World                  |
| 1995                                                                | So Many Tears                                                               | 24                 | 11                 | 6                  | —                  | —                  | —                  | —                  | —                  | —                  | —                  | —                                                                  | Me Against the World                  |
| 1995                                                                | Temptations                                                                 | 68                 | 35                 | 13                 | —                  | —                  | —                  | —                  | —                  | —                  | —                  | —                                                                  | Me Against the World                  |
| 1995                                                                | California Love (featuring Dr. Dre and Roger Troutman)                      | 1                  | 1                  | 1                  | 7                  | 4                  | 1                  | 7                  | 1                  | 7                  | 6                  | - RIAA : 2 × Platine - ARIA : Or - BPI : Argent - RMNZ : Platine   | All Eyez on Me                        |
| 1995                                                                | How Do U Want It (featuring K-Ci & JoJo)                                    | 1                  | 1                  | 1                  | 74                 | 24                 | 2                  | —                  | 33                 | 37                 | 17                 | - RIAA : 2 × Platine - ARIA : Or - RMNZ : Or                       | All Eyez on Me                        |
| 1996                                                                | 2 of Amerikaz Most Wanted (featuring Snoop Doggy Dogg)                      | 26                 | 10                 | —                  | —                  | —                  | —                  | —                  | —                  | —                  | —                  |                                                                    | All Eyez on Me                        |
| 1996                                                                | I Ain't Mad at Cha (featuring Danny Boy)                                    | —                  | —                  | —                  | 86                 | 47                 | 2                  | 15                 | 35                 | —                  | 13                 | - RMNZ : Or                                                        | All Eyez on Me                        |
| 1996                                                                | Toss It Up (featuring Danny Boy, K-Ci & JoJo et Aaron Hall)                 | —                  | 33                 | —                  | —                  | 24                 | 7                  | —                  | —                  | —                  | 15                 | - RMNZ : Or                                                        | The Don Killuminati: The 7 Day Theory |
| 1997                                                                | Runnin (featuring The Notorious B.I.G., Dramacydal, Buju Banton et Stretch) | 81                 | 57                 | 13                 | —                  | 12                 | 8                  | 47                 | 37                 | —                  | 15                 | - ARIA : Or - RMNZ : Or                                            | One Million Strong                    |
| 1997                                                                | To Live & Die in L.A. (featuring Val Young)                                 | —                  | —                  | —                  | —                  | 82                 | 9                  | —                  | —                  | —                  | 10                 | —                                                                  | The Don Killuminati: The 7 Day Theory |
| 1997                                                                | Hail Mary (featuring The Outlawz et Prince Ital Joe)                        | —                  | 12                 | 8                  | —                  | —                  | —                  | —                  | —                  | —                  | 43                 | —                                                                  | The Don Killuminati: The 7 Day Theory |
| 1997                                                                | Wanted Dead or Alive (featuring Snoop Doggy Dogg)                           | —                  | —                  | —                  | —                  | 41                 | 3                  | —                  | —                  | —                  | 16                 | —                                                                  | Gridlock'd soundtrack                 |
| 1997                                                                | I Wonder If Heaven Got a Ghetto                                             | 67                 | 14                 | 18                 | —                  | 70                 | 11                 | —                  | —                  | —                  | 21                 | —                                                                  | R U Still Down? (Remember Me)         |
| 1997                                                                | Do for Love (featuring Eric Williams)                                       | 21                 | 10                 | 2                  | —                  | 52                 | 18                 | 18                 | 33                 | —                  | 12                 | - RIAA : Or                                                        | R U Still Down? (Remember Me)         |
| 1998                                                                | Changes (featuring Talent)                                                  | 32                 | 12                 | 1                  | 2                  | 7                  | 3                  | 1                  | 1                  | 2                  | 3                  | - BPI : Or - BVMI : Or - IFPI SUE : Or - IFPI SUI : Or - RMNZ : Or | Greatest Hits                         |
| 1998                                                                | Happy Home                                                                  | —                  | —                  | —                  | —                  | —                  | —                  | —                  | —                  | —                  | 17                 | —                                                                  | —                                     |
| 1999                                                                | Unconditional Love                                                          | —                  | —                  | —                  | —                  | —                  | —                  | —                  | —                  | —                  | —                  | —                                                                  | Greatest Hits                         |
| 2000                                                                | Baby Don't Cry (Keep Ya Head Up II) (featuring Outlawz)                     | 72                 | 36                 | —                  | 25                 | —                  | 35                 | 22                 | —                  | 55                 | —                  | —                                                                  | Still I Rise                          |
| 2000                                                                | They're Tryin' to Kill Me                                                   | —                  | —                  | —                  | —                  | 36                 | —                  | —                  | —                  | —                  | —                  | —                                                                  | —                                     |
| 2001                                                                | Until the End of Time (featuring R.L.)                                      | 52                 | 21                 | —                  | 33                 | 34                 | —                  | 11                 | 53                 | 24                 | 4                  | —                                                                  | Until the End of Time                 |
| 2001                                                                | Letter 2 My Unborn                                                          | —                  | 64                 | —                  | 76                 | —                  | —                  | 61                 | —                  | —                  | 21                 | —                                                                  | Until the End of Time                 |
| 2002                                                                | Thugz Mansion (featuring Nas et J. Phoenix)                                 | 19                 | 10                 | 4                  | 74                 | 26                 | 10                 | 73                 | —                  | —                  | 24                 | —                                                                  | Better Dayz                           |
| 2003                                                                | Still Ballin (featuring Trick Daddy)                                        | 69                 | 31                 | 15                 | —                  | —                  | —                  | —                  | —                  | —                  | —                  | —                                                                  | Better Dayz                           |
| 2003                                                                | Runnin' (Dying to Live) (featuring The Notorious B.I.G.)                    | 19                 | 11                 | 5                  | 12                 | —                  | —                  | 13                 | —                  | 9                  | 17                 | —                                                                  | Resurrection                          |
| 2003                                                                | One Day at a Time (Em's Version) (featuring Eminem et Outlawz)              | 80                 | 51                 | 22                 | —                  | —                  | —                  | —                  | —                  | —                  | 134                | —                                                                  | Resurrection                          |
| 2004                                                                | Thugs Get Lonely Too (featuring Nate Dogg)                                  | 98                 | 55                 | —                  | —                  | —                  | —                  | —                  | —                  | —                  | —                  | —                                                                  | Loyal to the Game                     |
| 2005                                                                | Ghetto Gospel (featuring Elton John)                                        | —                  | —                  | —                  | 3                  | 1                  | 3                  | —                  | —                  | 7                  | 1                  | - ARIA : Platine - BPI : Or - RMNZ : Or                            | Loyal to the Game                     |
| 2006                                                                | Untouchable (featuring Bone Thugs-N-Harmony)                                | —                  | 91                 | —                  | —                  | —                  | —                  | —                  | —                  | —                  | —                  | —                                                                  | Pac's Life                            |
| 2006                                                                | Pac's Life (featuring T.I. et Ashanti)                                      | —                  | 81                 | —                  | 31                 | 34                 | 38                 | —                  | —                  | —                  | 21                 | —                                                                  | Pac's Life                            |
| « — » indique que le single n'est pas sorti ou classé dans le pays. |                                                                             |                    |                    |                    |                    |                    |                    |                    |                    |                    |                    |                                                                    |                                       |

## Clips
| Année | Title                               | Réalisateur(s)                 |
| ----- | ----------------------------------- | ------------------------------ |
| 1992  | If My Homie Calls                   | Tupac Shakur                   |
| 1992  | Trapped                             | Albert et Allen Hughes         |
| 1992  | Brenda's Got a Baby                 | Albert et Allen Hughes         |
| 1993  | Wussup wit' the Luv?                | Jim Swaffield                  |
| 1993  | Holler If Ya Hear Me                | Stephen Ashley Blake           |
| 1993  | I Get Around                        | David Dobkin                   |
| 1993  | Keep Ya Head Up                     | David Dobkin                   |
| 1994  | Papa'z Song                         | James Micheal Marshall         |
| 1994  | Pour Out a Little Liquor            | Tupac Shakur                   |
| 1994  | Cradle to the Grave                 | Ricky Harris                   |
| 1995  | How Long Will They Mourn Me?        | Kia B. Puriefoy                |
| 1995  | It Don't Stop                       | Kia B. Puriefoy                |
| 1995  | Dear Mama                           | Lionel C. Martin               |
| 1995  | So Many Tears                       | Lionel C. Martin               |
| 1995  | Temptations                         | David Nelson                   |
| 1996  | California Love                     | Hype Williams                  |
| 1996  | California Love (Remix)             | Hype Williams                  |
| 1996  | 2 of Amerikaz Most Wanted           | Gobi M. Rahimi                 |
| 1996  | How Do U Want It?                   | Tupac Shakur et Ron Hightower  |
| 1996  | How Do U Want It? (Stage Version)   | J. Kevin Swain                 |
| 1996  | Hit 'Em Up                          | J. Kevin Swain                 |
| 1996  | I Ain't Mad at Cha                  | Tupac Shakur et J. Kevin Swain |
| 1996  | Toss It Up                          | Lionel C. Martin               |
| 1996  | Toss It Up [Beach version]          | Lionel C. Martin               |
| 1996  | All About U                         | Marlene Rhein et Rob Johnson   |
| 1997  | To Live & Die in L.A.               | J. Kevin Swain                 |
| 1997  | Hail Mary                           | Frank Sacramento               |
| 1997  | Made Niggaz                         | Gobi Nejad                     |
| 1997  | I Wonder If Heaven's Got a Ghetto   | Lionel C. Martin               |
| 1997  | Do for Love                         | Bill Parker                    |
| 1999  | Changes                             | Chris Hafner                   |
| 1999  | Unconditional Love                  | Rob Johnson                    |
| 2000  | Baby Don't Cry (Keep Ya Head Up II) | J. Jesses Smith                |
| 2001  | Until the End of Time               | Chris Hafner                   |
| 2001  | Letter 2 My Unborn Child            | Chris Hafner                   |
| 2002  | Thugz Mansion                       | David Nelson                   |
| 2003  | Runnin' (Dying to Live)             | Philip G. Atwell               |
| 2005  | Ghetto Gospel                       | Nzingha Stewart                |
| 2006  | Pac's Life                          | Gobi Nejad                     |
| 2008  | Playa Cardz Right                   | Benny Boom                     |